# 霊公 (鄭)
霊公（れいこう、生年不詳 - 紀元前605年）は中国春秋時代の鄭の第12代君主。姓は姫。諱は夷。穆公の子。

## 略歴
若い頃から楚への人質として送り込まれ、楚の太子侶（のちの荘王）の知遇を得る。父穆公の死後に即位し（霊公）、それまでの親晋外交を親楚に切り替えようと画策し、宰相子家（公子帰生）や子公（公子宋）らと対立する。

## 食指が動く
楚の荘王が鼈（）を送ってきたとき、霊公はそれを料理して家臣たちに振る舞おうとした。子家と子公も宴に招かれ、その道中に子公が「この指が動いたときは珍味にありつける」と言っており、鼈を見て両者は顔を見合わせて笑った（食指の故事）。霊公がそれを見咎めて訊ね、子公が委細を答えると、霊公は機嫌をそこね、宴の席で子公にのみ鼈料理を出さなかった。子公はこれを屈辱に思い、鼈の鍋に指を突っ込んで舐めると退室した。子公の無礼に怒った霊公はこれを討とうとするも子家に諌められたが、のちにこのことで恨み骨髄に徹した子公は子家を誘って挙兵し、霊公を討った。

## 死後
子家と子公は賢明と名高かった霊公の弟子良（公子去疾、七穆のひとつ良氏の祖）を鄭君に迎えようとしたが、断られたため、公子堅を即位させた。これが襄公である。さらに、先君の諡を決める際に幽と名づけたが、鄭の人々はこれを哀れみ、子家が死んだ際にはその棺を打ち壊し、その一族を国外に追いやった。そして、幽公と名づけられていた先君の改葬を要求し、宰相となっていた子良はそれをすぐさま承知した。こうして、幽公は改めて霊公と諡（）をつけられた。

## 参考資料
- 春秋左氏伝